# خانه کریم پژمان
خانه کریم پژمان مربوط به دوره پهلوی اول است و در شیراز، خیابان زند، کوچه ۳۳، پلاک ۱+۱۲ واقع شده و این اثر در تاریخ ۱۰ خرداد ۱۳۸۲ با شمارهٔ ثبت ۹۰۰۷ به‌عنوان یکی از آثار ملی ایران به ثبت رسیده است.